# Communauté de communes du Salignacois
La communauté de communes du Salignacois est une ancienne communauté de communes française située dans le département de la Dordogne, en région Aquitaine.
Elle faisait partie du Pays du Périgord noir.

## Historique
La communauté de communes du Salignacois a été créée le 16 décembre 1998 avec six communes pour une prise d'effet au  1er janvier 1999.
Le 6 novembre 2009, les communes de Nadaillac et Paulin y entrent à leur tour.
Par arrêté no 2013149-0001 du 29 mai 2013, la fusion entre la communauté de communes du Carluxais Terre de Fénelon et la communauté de communes du Salignacois prend effet le 1er janvier 2014. La nouvelle entité porte le nom de communauté de communes du Pays de Fénelon.

## Composition
De 2010 à 2013, la communauté de communes du Salignacois regroupait les huit communes du canton de Salignac-Eyvigues :
1. Archignac
2. Borrèze
3. Jayac
4. Nadaillac
5. Paulin
6. Saint-Crépin-et-Carlucet
7. Saint-Geniès
8. Salignac-Eyvigues

## Politique et administration
| Période                                  | Période       | Identité           | Étiquette | Qualité                    |
| ---------------------------------------- | ------------- | ------------------ | --------- | -------------------------- |
| janvier 1999                             | décembre 2013 | Jean-Pierre Dubois | DVD       | Maire de Salignac-Eyvigues |
| Les données manquantes sont à compléter. |               |                    |           |                            |

## Compétences
- Action sociale
- Activités culturelles ou socioculturelles
- Activités sportives
- Assainissement collectif
- Environnement
- Équipements ou établissements culturels, socioculturels, socioéducatifs ou sportifs
- Préfiguration et fonctionnement des Pays
- Programme local de l'habitat
- Schéma directeur de secteur
- Zones d'activités industrielle, commerciale, tertiaire, artisanale ou touristique
- Zones d'aménagement concerté (ZAC)

### Sources
- Le SPLAF (Site sur la Population et les Limites Administratives de la France)
- La base ASPIC de la Dordogne - (Accès des Services Publics aux Informations sur les Collectivités)